# Ctenomys coludo
Ctenomys coludo és una espècie de mamífer rosegador de la família dels ctenòmids. És endèmic de la província de Catamarca (Argentina). Se sap molt poca cosa sobre el seu hàbitat i la seva història natural, en gran part perquè fins ara només se l'ha trobat en una sola localitat. Es desconeix si hi ha cap amenaça significativa per a la supervivència d'aquesta espècie.